# Erik Friborg
Johan Erik Friborg (ur. 24 stycznia 1893 w Sztokholmie, zm. 22 maja 1968 w Hounslow) – szwedzki kolarz szosowy, złoty medalista olimpijski.

## Kariera
Największy sukces w karierze Erik Friborg osiągnął w 1912 roku, kiedy wspólnie z Ragnarem Malmem, Axelem Perssonem i Algotem Lönnem zdobył złoty medal w drużynowej jeździe na czas podczas igrzysk olimpijskich w Sztokholmie. Był to jedyny medal wywalczony przez Friborga na międzynarodowej imprezie tej rangi. Na tych samych igrzyskach indywidualną rywalizację zakończył na siódmej pozycji, co było najlepszym wynikiem wśród Szwedów. Na rozgrywanych rok wcześniej szosowym mistrzostwach Szwecji Friborg zdobył złoty medal w indywidualnej jeździe na czas. Nigdy nie zdobył medalu na szosowych mistrzostwach świata.